# 3495 Colchagua
A 3495 Colchagua (ideiglenes jelöléssel 1981 NU) egy kisbolygó a Naprendszerben. Gonzalez, L. E. fedezte fel 1981. július 2-án.